# Fasandræberne
Fasandræberne es una película policíaca danesa de 2014, dirigida por Mikkel Nørgaard y coescrita por Nikolaj Arcel y Rasmus Heisterberg, basada en la novela de Jussi Adler-Olsen  "Los chicos que cayeron en la trampa".
Es la segunda película de la serie del Departamento Q. La primera fue Misericordia, y la tercera Redención (título danés original Flaskepost fra P).

## Sinopsis
La historia se centra en el asesinato de dos hermanos gemelos en 1994, de los cuales la chica además fue violada. Aunque en un principio Mørck no se interesa por el caso, cambia su opinión después de que el padre de los muchachos, policía retirado, se suicide dejándole a Carl una caja con toda la información que había recopilado durante los años transcurridos desde el asesinato. El Departamento Q  no se enfoca en el hombre que fue condenado por los hechos, sino que dirige sus pesquisas hacia un grupo de alumnos de un internado de niños ricos.

## Reparto
- Nikolaj Lie Kaas como Carl Mørck.
- Fares Fares como Assad.
- Pilou Asbæk como Ditlev Pram.
- Marco Ilsø como Ditlev de joven.
- David Dencik como Dybbøl.
- Philip Stilling como el joven Ulrik.
- Danica Curcic como Kimmie.
- Sarah-Sofie Boussnina como Kimmie de joven.
- Johanne Louise Schmidt como Rose.
- Beate Bille como Thelma.
- Peter Christoffersen como Alberg.
- Søren Pilmark como Marcus Jacobsen.
- Michael Brostrup como Børge Bak.
- Morten Kirkskov como Lars Bjørn.
- Kristian Høgh Jeppesen como Bjarne Thøgersen.
- Adam Ild Rohweder como Bjarne de joven.

## Estreno
Cuándo se estrenó en Dinamarca en octubre de 2014 fue la película nacional más taquillera de todos los tiempos.

## Premios
Fares Fares, en su papel de Assad, recibió el "Oscar danés" al Mejor Actor Secundario en la 32 edición de los premios Robert. 